# Vitridomus
Vitridomus is een geslacht van weekdieren uit de klasse van de Gastropoda (slakken).

## Soorten
- Vitridomus fragilis Pilsbry & Olsson, 1945
- Vitridomus nereidis Pilsbry & Olsson, 1945